# Derrick Plourde
Derrick William Plourde, född 1971 i Goleta i USA, död 30 mars 2005, var en amerikansk trummis. Han spelade större delen av sin karriär i punkrockbandet Lagwagon.
Plourde spelade med Lagwagon från första början (då hette de Section 8). 1995 tvingades han sluta ,på grund av drogberoende, mitt under den pågående turnén för bandets genombrottsskiva Hoss. Plourde spelade även trummor i bland annat följande band: The Ataris, Bad Astronaut, Mad Caddies, Jaws, RKL och Threatened Hope.
Plourdes trumspelande utmärker sig genom kreativitet, precision och hastighet. Han spelade aldrig med dubbelpedal eller dubbelkagge. Förutom trummor så spelade Plourde såväl gitarr som bas, och skrev även låtar (som han emellertid endast delgav sina närmsta vänner). 
Vid sidan om musiken arbetade Plourde som yrkesmålare. År 2005 begick Plourde självmord.